# Liste der Johannes-Nepomuk-Darstellungen im Bezirk Neunkirchen
Der 1729 heiliggesprochene Johannes Nepomuk gilt nach Maria und Josef als der am dritthäufigsten dargestellte Heilige in Österreich. An zahlreichen Standorten gibt es Johannes-Nepomuk-Darstellungen im niederösterreichischen Bezirk Neunkirchen.
Erst nach Böhmen, aber noch vor der Selig- oder Heiligsprechung, setzte in Niederösterreich jene Verehrung Johannes Nepomuks ein, die sich in Form von Statuen und Bildern dokumentiert. Gemessen an der großen Zahl plastischer und bildhafter Darstellungen ist die Zahl der Johannes Nepomuk geweihten Kirchen im Bezirk Neunkirchen allerdings verschwindend gering.

## Standorte
| Foto |                 | Objekt                                                   | Standort                      | Künstler | Baujahr | Beschreibung |
| ---- | --------------- | -------------------------------------------------------- | ----------------------------- | -------- | ------- | --- |
| ja   | Datei hochladen | Statue Johannes Nepomuk                                  | Aspang-Markt ·                |          |         | In der Zöbernstraße von Aspang-Markt steht eine Statue Johannes Nepomuks aus dem Jahr 1727. Zuvor wurde diese 1899 im Schlosspark aufgestellt. |
|      | Datei hochladen | Statue Johannes Nepomuk                                  | Aspang-Markt                  |          |         | Beim Haus Aspang-Markt (Zöbernstraße ?) 3 steht in einer Giebelnische eine Figur Johannes Nepomuks aus der zweiten Hälfte des 18. Jahrhunderts. |
|      | Datei hochladen | Statue Johannes Nepomuk                                  | Breitenstein                  |          |         | Auf dem Hochaltar der Pfarrkirche von Breitenstein befindet sich als Seitenfigur aus der Zeit um 1730 eine Darstellung Johannes Nepomuks. |
| ja   | Datei hochladen | Statue Johannes Nepomuk HERIS-ID: 58733 Objekt-ID: 69535 | Breitenstein ·                |          | 1776    | Auf dem Kirchenplatz von Klamm steht eine Johannes-Nepomuk-Kapelle mit einer Statue des Heiligen mit zwei Putten aus dem Jahr 1776. Die Kapelle steht unter Denkmalschutz.                                                                                      |
| ja   | Datei hochladen | Statue Johannes Nepomuk                                  | Edlitz ·                      |          |         | In der Kapelle im Ortszentrum von Edlitz befindet sich eine Figur Johannes Nepomuks. |
| ja   | Datei hochladen | Statue Johannes Nepomuk                                  | Feistritz am Wechsel ·        |          |         | In Feistritz am Wechsel steht an der Feistritz eine Statue Johannes Nepomuks mit der am Sockel befindlichen Stifterinschrift Josephus Graf Pergen. |
|      | Datei hochladen | Statue Johannes Nepomuk                                  | Gloggnitz                     |          |         | In der Pfarrkirche von Gloggnitz befindet sich eine Darstellung Johannes Nepomuks aus dem ersten Viertel des 18. Jahrhunderts |
| ja   | Datei hochladen | Statue Johannes Nepomuk HERIS-ID: 79921 Objekt-ID: 93626 | Gloggnitz ·                   |          |         | Auf dem Forellenstein-Felsen bei Gloggnitz wurde 1730 bis 1741 durch Propst Franz Langpartner eine dem Heiligen geweihte Kapelle errichtet. Darin befinden sich eine Statue Johannes Nepomuks und Reliefdarstellungen. Die Wegkapelle steht unter Denkmalschutz |
|      | Datei hochladen | Statue Johannes Nepomuk                                  | Göstritz                      |          |         | Auf dem linken Seitenaltar der Wallfahrtskirche Maria Schutz in Göstritz befindet sich ein von Michelangelo Unterberger geschaffenes Altarbild Johannes Nepomuks.                                                                                               |
|      | Datei hochladen | Statue Johannes Nepomuk                                  | Haßbach                       |          |         | Über den Opfergangsportalen des Hochaltars der Pfarrkirche von Hassbach befinden sich Statuen der heiligen Antonius und Johannes Nepomuk aus dem Ende des 17. Jahrhunderts.                                                                                     |
|      | Datei hochladen | Statue Johannes Nepomuk                                  | Kirchau                       |          | 1883    | Auf dem Hochaltar der Pfarrkirche von Kirchau befinden sich als Seitenstatuen Darstellungen der heiligen Antonius und Johannes Nepomuk aus dem Jahr 1883. |
| ja   | Datei hochladen | Statue Johannes Nepomuk                                  | Kirchberg am Wechsel ·        |          | 1760    | Auf dem linken Seitenaltar der Pfarrkirche von Kirchberg am Wechsel befinden sich Figuren der heiligen Josef und Johannes Nepomuk aus der Zeit um 1760. |
| BW   | Datei hochladen | Statue Johannes Nepomuk                                  | Kirchberg am Wechsel ·        |          |         | In Kirchberg am Wechsel befindet sich eine 1910 errichtete Johannes-Nepomuk-Kapelle mit einer Statue des Heiligen aus der ersten Hälfte des 18. Jahrhunderts.                                                                                                   |
| BW   | Datei hochladen | Statue Johannes Nepomuk                                  | Kirchberg am Wechsel ·        |          |         | An der 1714 errichteten Mariensäule befindet sich eine Statue Johannes Nepomuks. |
|      | Datei hochladen | Statue Johannes Nepomuk                                  | Lindgrub                      |          |         | In der 1967 errichteten Ortskapelle von Lindgrub befindet sich eine Figur Johannes Nepomuks aus der zweiten Hälfte des 20. Jahrhunderts. |
|      | Datei hochladen | Statue Johannes Nepomuk                                  | Loipersbach                   |          |         | In der Marienkapelle in der Augasse von Loipersbach befindet sich eine Figur Johannes Nepomuks. |
|      | Datei hochladen | Statue Johannes Nepomuk                                  | Mönichkirchen                 |          |         | In der Pfarrkirche von Mönichkirchen befindet sich eine Statue Johannes Nepomuks aus der Mitte des 18. Jahrhunderts. |
| ja   | Datei hochladen | Statue Johannes Nepomuk                                  | Mollram ·                     |          |         | Am südlichen Ortsende von Mollram steht eine Breitpfeilerkapelle mit Statuen der heiligen Franz von Assisi und Johannes Nepomuk. |
| ja   | Datei hochladen | Statue Johannes Nepomuk                                  | Neunkirchen ·                 |          |         | An der Pfarrkirche von Neunkirchen befindet sich in einer Rundbogennische eine Figur Johannes Nepomuks aus der ersten Hälfte des 18. Jahrhunderts und auf einem Seitenaltar befindet sich ein Predellenbild des Heiligen aus der Mitte des 18. Jahrhunderts.    |
| ja   | Datei hochladen | Statue Johannes Nepomuk                                  | Neunkirchen ·                 |          |         | In der Postgasse von Neunkirchen steht eine Statue Johannes Nepomuks aus der ersten Hälfte des 18. Jahrhunderts. |
| ja   | Datei hochladen | Statue Johannes Nepomuk                                  | Payerbach ·                   |          | 1778    | In der Johanneskapelle bei Hauptstraße 20 steht eine Skulptur Johannes Nepomuks aus dem Jahr 1778. Die kleineren Skulpturen der Heiligen Rochus und Sebastian wurden erst zu einem späteren Zeitpunkt hinzugefügt.                                              |
|      | Datei hochladen | Statue Johannes Nepomuk                                  | Pottschach                    |          |         | Auf dem rechten Seitenaltar der Pfarrkirche Pottschach befindet sich ein um 1730 entstandenes Altargemälde Johannes Nepomuks. |
| BW   | Datei hochladen | Gemälde Johannes Nepomuk                                 | Pottschach ·                  |          |         | An der Fassade des Pfarrhofs von Pottschach finden sich Fragmente von Wandmalereien mit einer Darstellung Johannes Nepomuks aus dem 17. Jahrhundert. |
|      | Datei hochladen | Statue Johannes Nepomuk                                  | Prein an der Rax              |          |         | Bei der 1904 errichteten so genannten Johannesvilla steht eine Statue Johannes Nepomuks. |
| ja   | Datei hochladen | Nischenfigur Johannes Nepomuk                            | Prein an der Rax ·            |          |         | Beim ehemaligen Pfarrhof von Prein an der Rax befindet sich unter anderem eine Darstellung Johannes Nepomuks als Nischenstatue. |
|      | Datei hochladen | Statue Johannes Nepomuk                                  | Prein an der Rax              |          |         | Beim Haus Prein an der Rax 46 steht ein Breitpfeilerbildstock mit einer Statue Johannes Nepomuks aus der zweiten Hälfte des 19. Jahrhunderts. |
| ja   | Datei hochladen | Statue Johannes Nepomuk                                  | Reichenau an der Rax ·        |          |         | Bei der Johannesbrücke von Reichenau an der Rax steht eine Johannes Nepomuk geweihte Kapelle aus dem zweiten Viertel des 18. Jahrhunderts. Darin befindet sich ein Sarkophagaltar mit einer Figur des Heiligen aus dem zweiten Viertel des 18. Jahrhunderts.    |
|      | Datei hochladen | Statue Johannes Nepomuk                                  | Sankt Valentin                |          |         | Seitlich des Hochaltars der Pfarrkirche von Sankt Valentin befindet sich eine Darstellung Johannes Nepomuks aus der ersten Hälfte des 18. Jahrhunderts als Konsolfigur.                                                                                         |
|      | Datei hochladen | Statue Johannes Nepomuk                                  | Saubersdorf                   |          |         | In der Kapelle von Schloss Saubersdorf befindet sich eine Statue Johannes Nepomuks aus dem 18. Jahrhundert. |
| BW   | Datei hochladen | Statue Johannes Nepomuk                                  | Scheiblingkirchen-Thernberg · |          |         | Beim südlichen Ortsende von Scheiblingkirchen-Thernberg steht eine Wegkapelle mit einer Statue Johannes Nepomuks aus der ersten Hälfte des 18. Jahrhunderts. |
|      | Datei hochladen | Statue Johannes Nepomuk                                  | Schmidsdorf                   |          |         | Die um 1860 errichtete Kirche von Schmidsdorf ist dem heiligen Johannes Nepomuk geweiht. |
|      | Datei hochladen | Statue Johannes Nepomuk                                  | Schmidsdorf                   |          |         | Südwestlich der Kirche von Schmidsdorf steht eine Wegkapelle mit einer Statue Johannes Nepomuks aus der Mitte des 18. Jahrhunderts. |
| ja   | Datei hochladen | Statue Johannes Nepomuk                                  | Schottwien ·                  |          |         | In einer 1834 errichteten spätklassizistischen Kapelle in Schottwien befindet sich eine Statue Johannes Nepomuks aus der Mitte des 18. Jahrhunderts. |
|      | Datei hochladen | Statue Johannes Nepomuk                                  | Schwarzau am Steinfeld        |          |         | Auf dem Kirchenplatz von Schwarzau am Steinfeld steht eine Johannes-Nepomuk-Kapelle mit einer Statue des Heiligen aus dem Ende des 18. Jahrhunderts. |
| ja   | Datei hochladen | Statue Johannes Nepomuk                                  | Seebenstein ·                 |          |         | Bei der Brücke über die Pitten in Seebenstein steht eine Statue Johannes Nepomuks aus dem Anfang des 18. Jahrhunderts. |
|      | Datei hochladen | Statue Johannes Nepomuk                                  | Sieding                       |          |         | Im Giebel der Ortskapelle von Sieding befindet sich ein Gemälde Johannes Nepomuks aus dem 18. Jahrhundert. |
|      | Datei hochladen | Statue Johannes Nepomuk                                  | Ternitz                       |          |         | Auf dem rechten Seitenaltar der Pfarrkirche von Ternitz befindet sich eine Statue Johannes Nepomuks aus der Zeit um 1700. |
|      | Datei hochladen | Statue Johannes Nepomuk                                  | Ternitz                       |          |         | In der Kirche von Petersberg befindet sich auf dem linken Seitenaltar ein mit 1692 datiertes Altargemälde Johannes Nepomuks. |
| BW   | Datei hochladen | Nischenfigur Johannes Nepomuk                            | Unter-Aspang ·                |          |         | In Unter-Aspang steht eine Darstellung Johannes Nepomuks aus der zweiten Hälfte des 18. Jahrhunderts als Nischenfigur. |
|      | Datei hochladen | Statue Johannes Nepomuk                                  | Wartenstein                   |          |         | An der südwestlichen Ecke des 1906 erbauten Ursulinenkonvents in Wartenstein befindet sich eine Statue Johannes Nepomuks aus der zweiten Hälfte des 18. Jahrhunderts.                                                                                           |
| ja   | Datei hochladen | Statue Johannes Nepomuk                                  | Zöbern ·                      |          |         | Am östlichen Ortsrand von Zöbern steht eine aus dem 19. Jahrhundert stammende Wegkapelle mit einer Statue Johannes Nepomuks aus der ersten Hälfte des 18. Jahrhunderts.                                                                                         |